# Prionocornis latipennis
Prionocornis latipennis är en skalbaggsart som beskrevs av Maurice Pic 1928. Prionocornis latipennis ingår i släktet Prionocornis och familjen långhorningar. Inga underarter finns listade i Catalogue of Life.